# Colchicum feinbruniae
Colchicum feinbruniae är en tidlöseväxtart som beskrevs av Karin Persson. Colchicum feinbruniae ingår i släktet tidlösor, och familjen tidlöseväxter. Inga underarter finns listade i Catalogue of Life.

## Bildgalleri

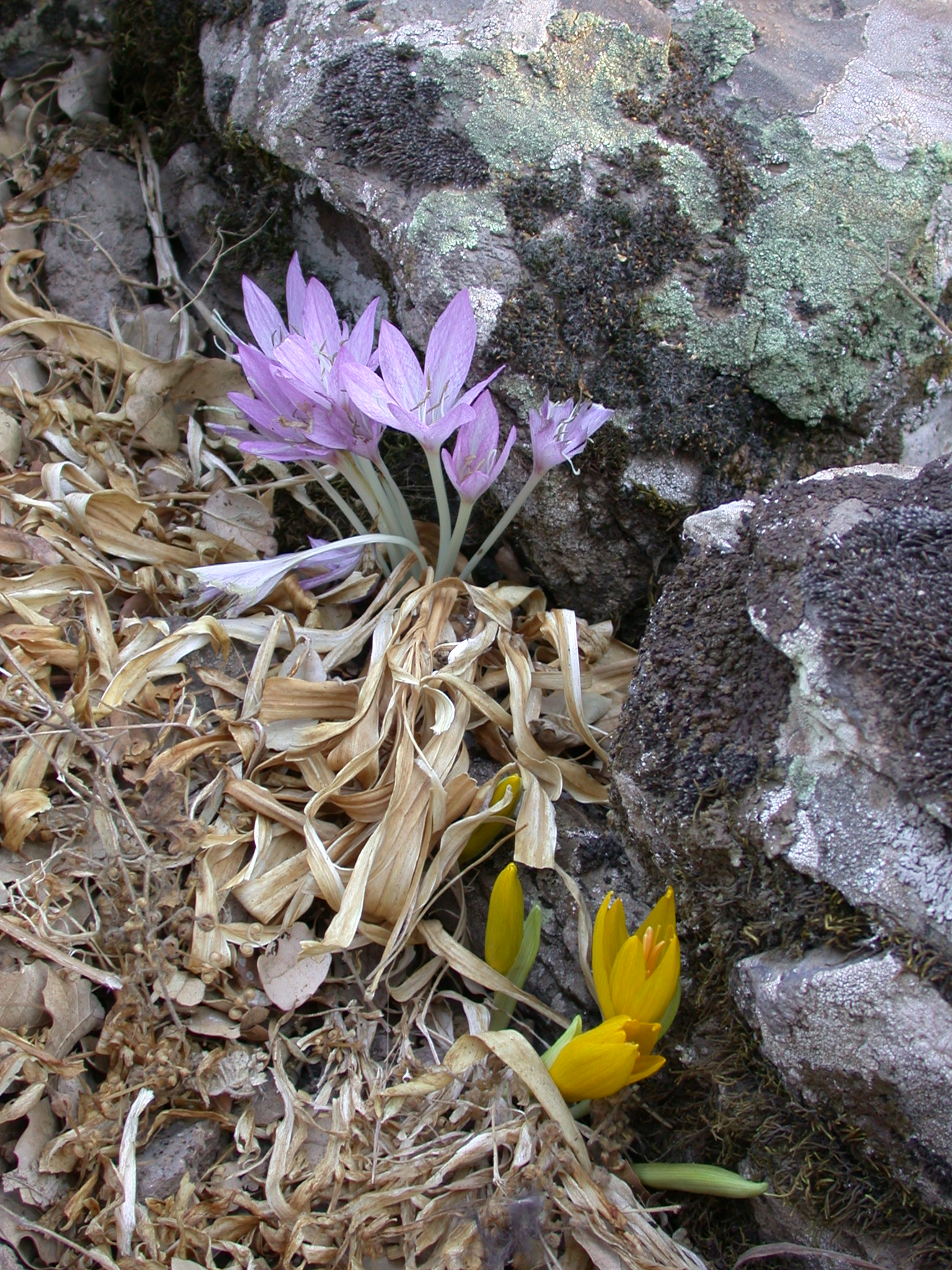
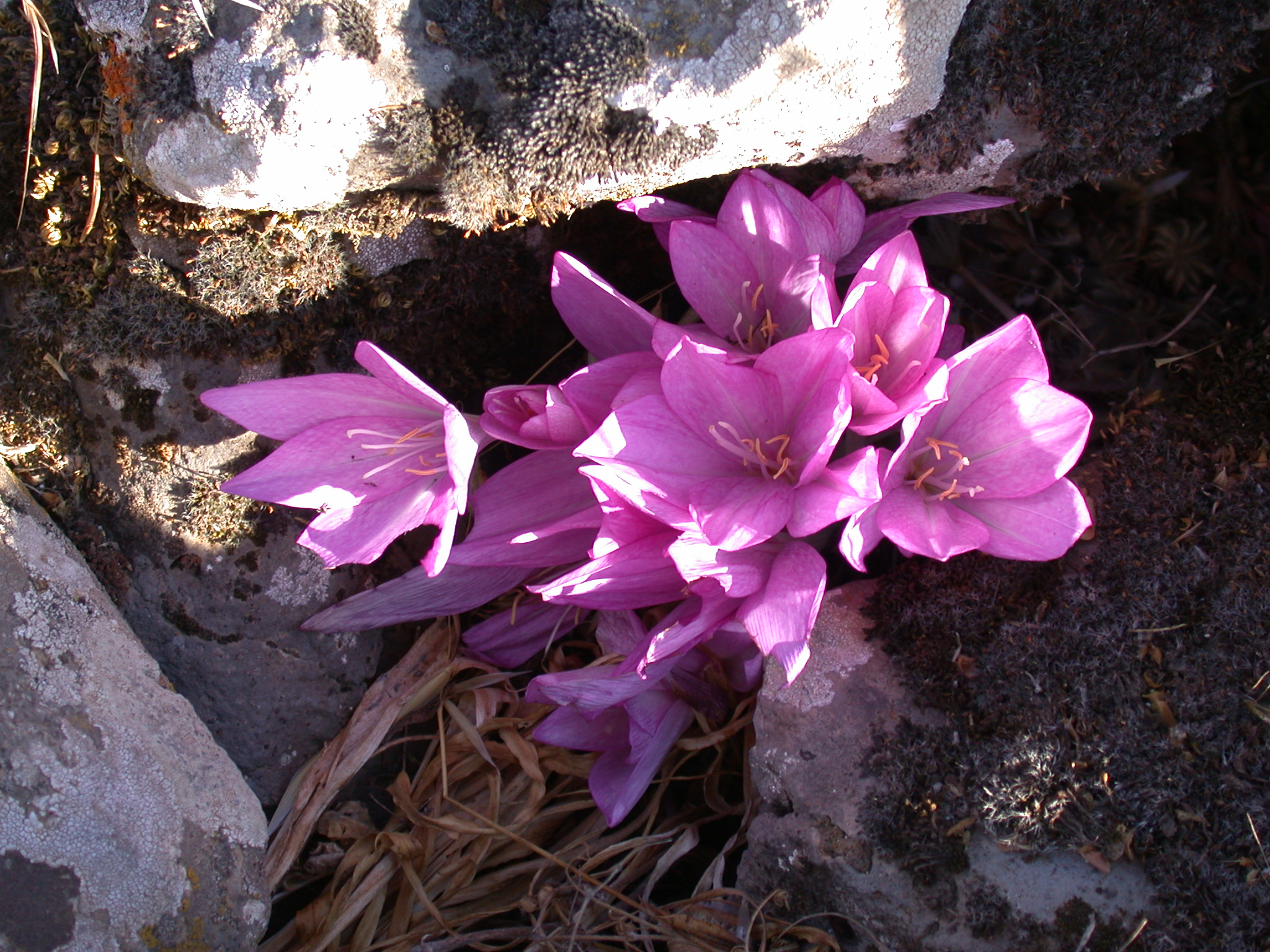
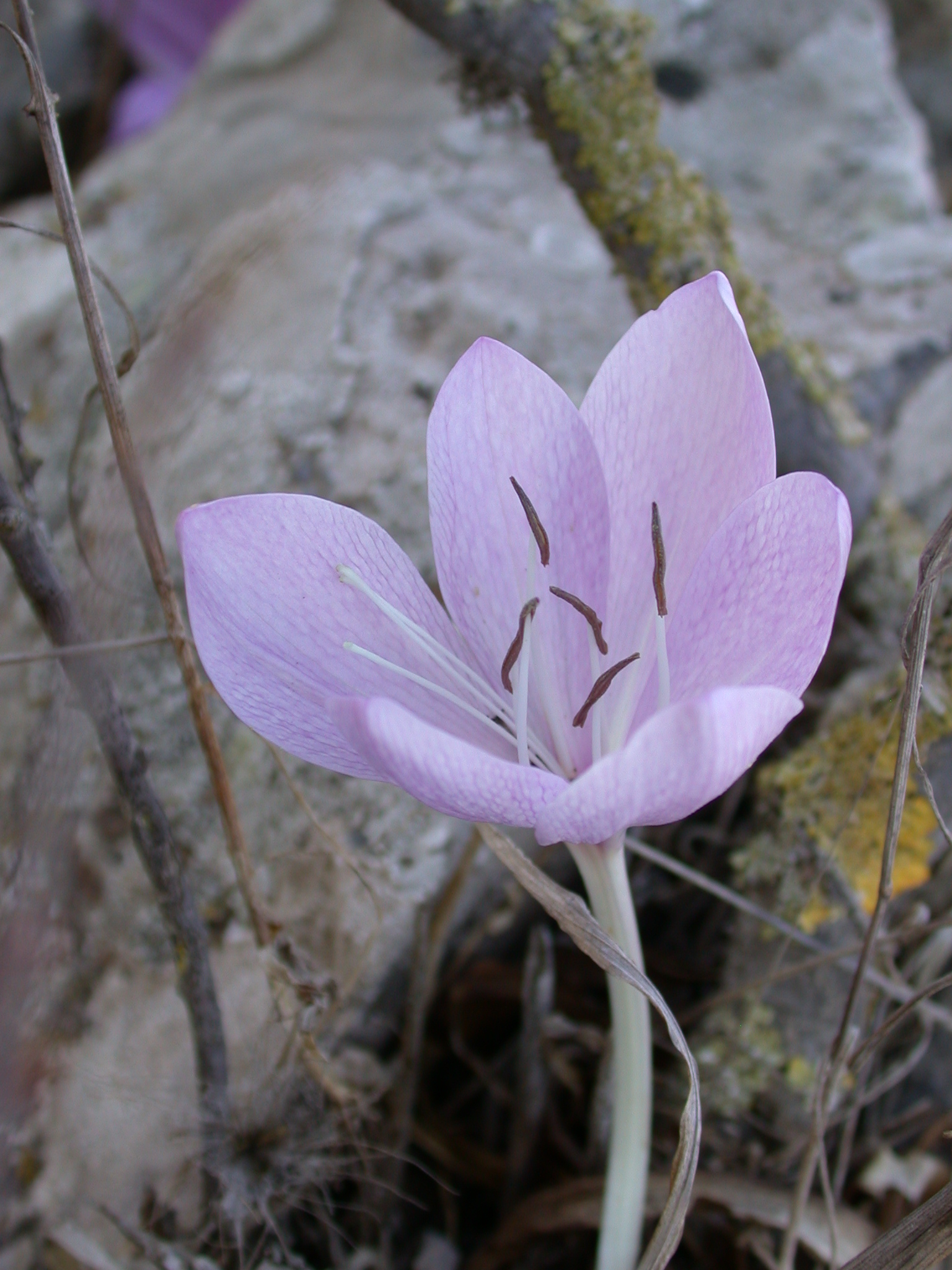